# Sonntagsstaat

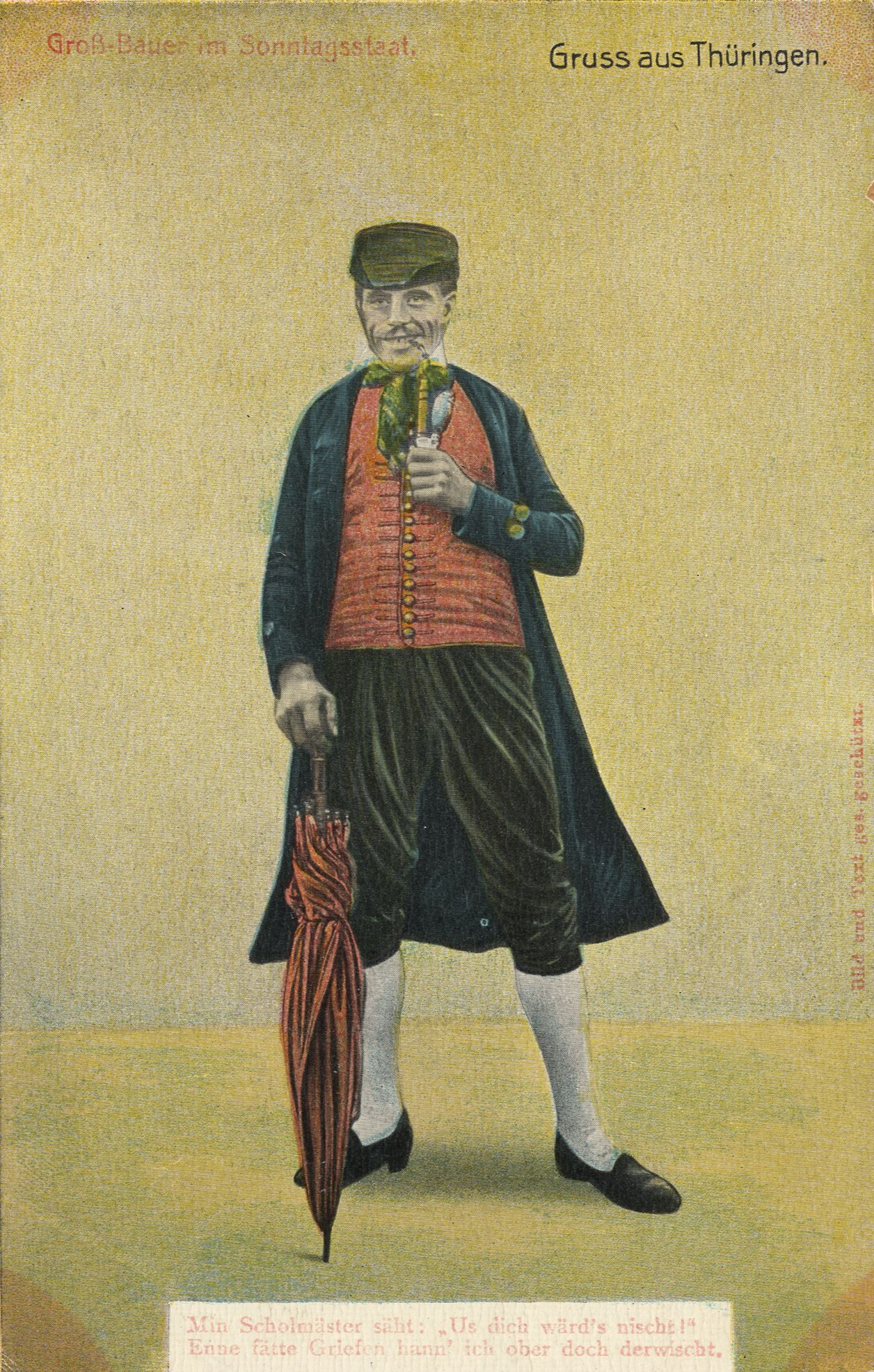
Ein Thüringer Groß-Bauer im Sonntagsstaat (hier Tracht) um 1900.

Carl Spitzweg: Sonntagsspaziergang (1841)

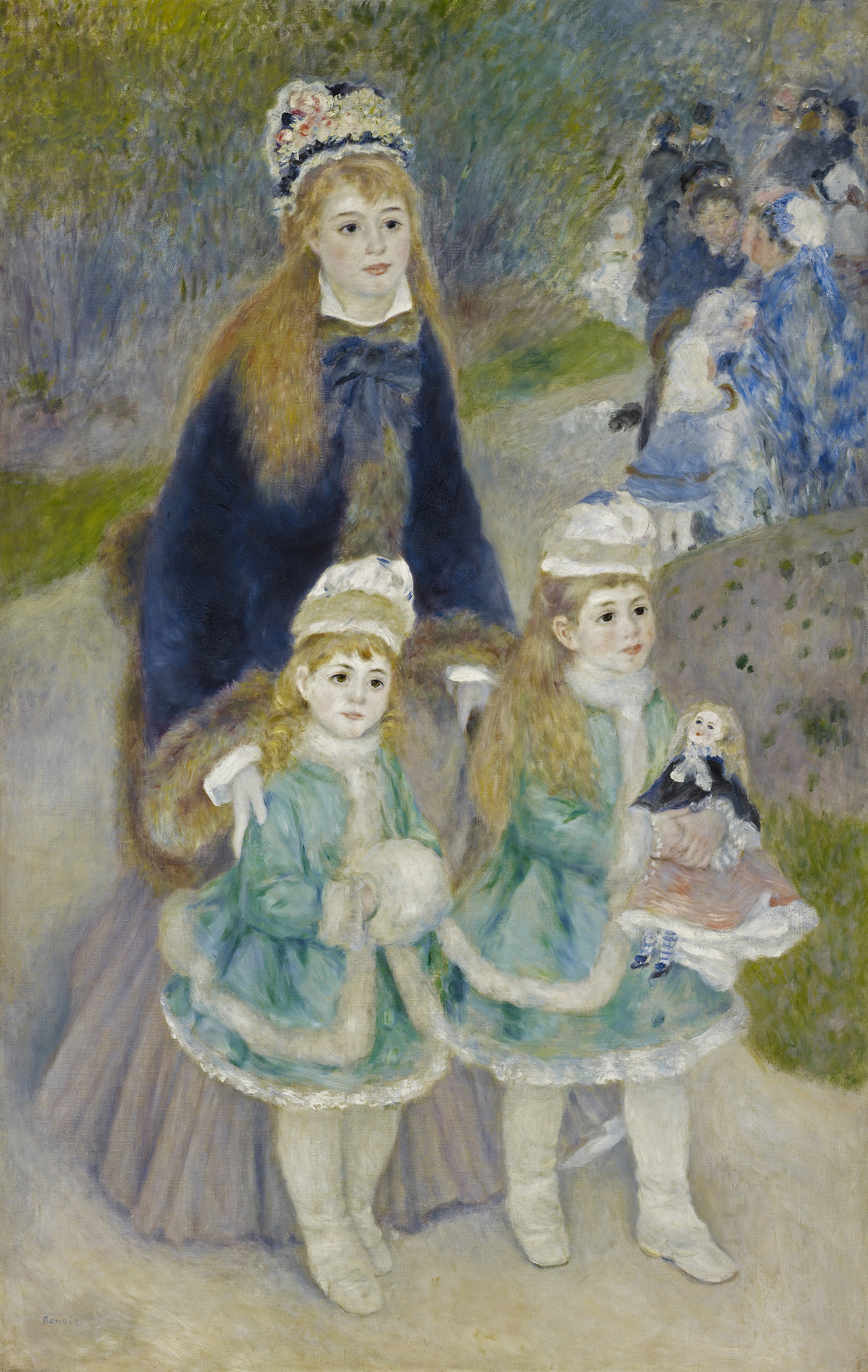
Auguste Renoir: Spaziergang (1875)

Sonntagsstaat ist Bezeichnung für eine besonders repräsentative Kleidung, die vom Besitzer nur für besondere Anlässe – wie beispielsweise den sonntäglichen Kirchgang – getragen wird. Der Wortbestandteil Staat stammt von dem plattdeutschen Adjektiv staatsch, das für ‚ansehnlich‘ und ‚prachtvoll‘ steht und mit dem hochdeutschen Adjektiv ‚stattlich‘ verwandt ist.
Der Begriff Sonntagsstaat wird im 21. Jahrhundert eher selten verwendet. Verbreitet sind noch die Bezeichnungen Sonntagskleidung; beim Mann der Sonntagsanzug und bei der Frau das Sonntagskleid.
In ländlichen Gegenden ist häufig eine besondere Tracht der Sonntagsstaat. Entsprechend den lokalen Unterschieden in der Tracht kann daher auch der Sonntagsstaat in seiner Ausführung variieren. Der Sonntagsstaat ist in westlichen Ländern kaum noch verbreitet. Die erheblich veränderten Arbeitsbedingungen für den Großteil der Bevölkerung haben im Wesentlichen mit dazu beigetragen, dass sich der „Sonntagsstaat“ kaum noch von der Werktagsmontur unterscheidet. Im Gegenteil sind viele Menschen, die im Beruf formelle Kleidung tragen müssen, an Sonntagen legerer gekleidet als an Werktagen.

## Trivia

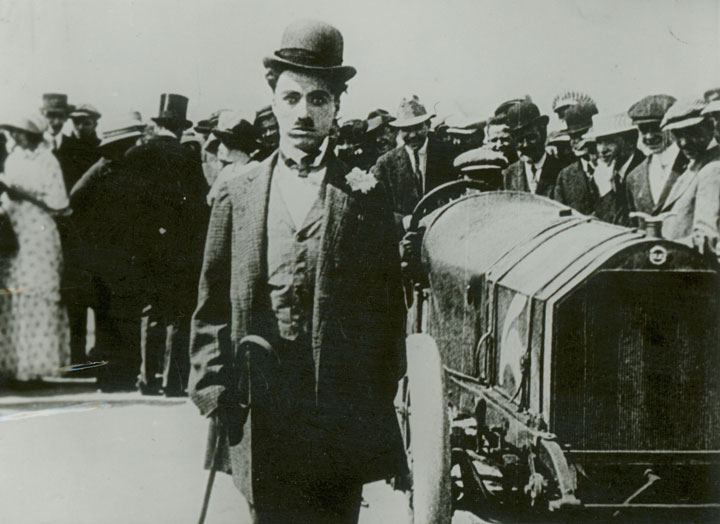
Charlie Chaplin im Sonntagsstaat in einer Szene aus dem Film Mabel’s Busy Day (1914)

- Ein Engländer im Sonntagsstaat war für Charlie Chaplin die Basis seines Tramps.[3]
- Die englischsprachige Bezeichnung für den Sonntagsstaat ist Sunday best.
- Bis zum Anfang des 20. Jahrhunderts trugen Bräute der Mittel- und Unterschicht zur Hochzeit den Sonntagsstaat, was entweder ihr bestes – meist schwarzes – Kleid oder die Regionaltracht war. Das heute weitverbreitete weiße Brautkleid kam für diese Bevölkerungsschichten erst in den 1920er Jahren auf.